# Steven Campbell
Steven Campbell (Glasgow, 19 de març de 1953 - 15 d'agost de 2007) fou un artista escocès principalment ocupat amb la representació pictòrica. Fou etiquetat com un dels New Glasgow Boys o "Els cadells de Glasgow", juntament amb Peter Howson, Ken Currie i Adrian Wisniewski que estudiaren junts a l'Escola d'Art de Glasgow. El seu treball està exhibit als museus de Glasgow, el Museu Metropolità d'Art de Nova York, la Scottish National Gallery of Modern Art d'Edimburg, el British Council, la Tate Britain a Londres i el Tate a Liverpool.